# 派拉蒙流媒体
派拉蒙流媒体（英語：Paramount Streaming），前身為CBS Interactive，是派拉蒙全球的一个流媒体部门。該部门拥有派拉蒙全球的流媒体内容及服务，并对其进行运营和管理。

## 網站
CNET

CNET是CNET Networks的網路入口，提供評論、新聞、檔案下載、售價比較和CNET TV等內容，同時也包含由CBS的第三方搜尋引擎search.com提供的網路搜尋服務。CNET主要分為五個欄目：評論、新聞與部落格（News.com）、檔案下載，以及教學指南（How To），2020年9月14日被Red Ventures以5亿美元收购。
CNET Shopper
線上比價網站
CNET UK與其他區域網站
在以北美洲為主的CNET之外，CNET也有針對世界上其他國家和區域推出的網站，包括澳洲、英國和亞洲等地。
BNET
BNET是一個與CNET類似的網站，主要針對商業人士設計，提供商業管理的相關內容。
其他網站
其他CBS Interactive的網站包括GameSpot、Giant Bomb、GameFAQs、Metacritic, MP3.com、TV.com、Comic Vine和Movie Tome，這些網站在「CNET Networks Entertainment」品牌下營運。
CBS Interactive International Media
CBS Interactive在澳洲、比利時、中國、法國、德國、 荷蘭、新加坡和土耳其都有海外分部。
CBS Interactive China
中國的CBS Interactive旗下有超過十個的中文網站，包括中关村在线、爱卡、Onlylady和55BBS，此外也有CNET、ZDNet和BNET的中文版。
Paramount+

维亚康姆与CBS合闭之后便将CBS Interactive进行了重组并更名为ViacomCBS Streaming，随后又于2021年3月4日将CBS All Access更名为Paramount+并对品牌进行了重新塑造。

## 外部連結
- 官方网站